# Naissance en 1211
Naissance
- 1207
- 1208
- 1209
- 1210
- 1211
- 1212
- 1213
- 1214
- 1215

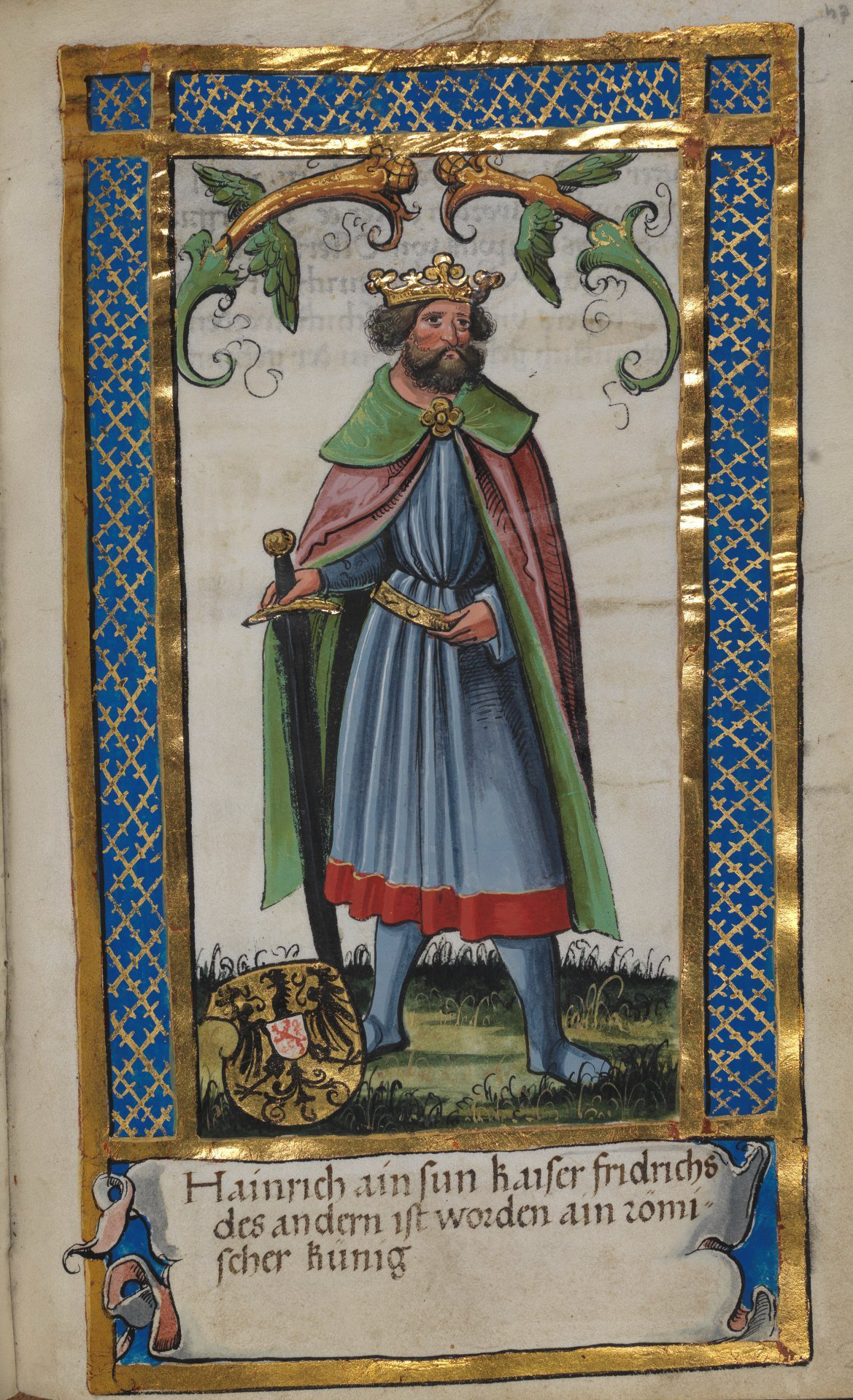
Henri II de Souabe, né en 1211.

Cette page dresse une liste de personnalités nées au cours de l'année 1211 :
- 25 avril : Frédéric II d'Autriche, dit le Querelleur ou le Batailleur, dernier duc d'Autriche et de Styrie de la maison de Babenberg.
- 25 mai : Frédéric II d'Autriche
- 22 septembre : Ibn Khallikan[1].

- Bousiri, de son nom complet Abou Abdallah Mohammed ibn Saïd al-Bousiri, poète Égyptien.
- Éléonore de Portugal, infante de Portugal et fut, par mariage, reine consort de Danemark.
- Henri II de Souabe, roi de Germanie (sous le nom de Henri VII), co-roi de Sicile et duc de Souabe.
- Ibn Khallikân, ou Shams ad-Dîn Abû l-‘Abbâs Aḥmad ibn Muḥammad ibn Ibrâhîm ibn Khallikân, juriste musulman kurde ou arabe selon les sources.
- Kujō Norizane, kugyō ou noble de la cour impériale japonaise de l'époque de Kamakura.
- Marguerite de Bourbon, reine consort de Navarre.
- Jean Ier de Mecklembourg, dit Le Théologien (en allemand : Johann Ier von Mecklenburg der Theologe), coprince de Mecklembourg.
- Prijezda Ier, ban de Bosnie et vassal du Royaume de Hongrie.
- Sayyid Ajjal Shams al-Din Omar, premier gouverneur du Yunnan.

date incertaine (vers 1211)
- Casimir Ier de Cujavie, duc de Cujavie, de Ląd, de Wyszogród, de Sieradz, de Łęczyca et de Dobrzyń.

## Crédit d'auteurs
- Cet article est partiellement ou en totalité issu de l'article intitulé « 1211 » (voir la liste des auteurs).